# چم رحمان
چم رحمان، روستایی از توابع بخش مرکزی شهرستان هندیجان در استان خوزستان ایران است.

## جمعیت
این روستا در دهستان هندیجان شرقی قرار دارد و براساس سرشماری مرکز آمار ایران در سال ۱۳۸۵، جمعیت آن ۷۵ نفر (۱۵خانوار) بوده‌است.